# Sporting Clube de Braga (calcio a 5)
Lo Sporting Clube de Braga - Associação Académica da Universidade do Minho è una società di calcio a 5 con sede a Braga. Si tratta della sezione di calcio a 5 della omonima società polisportiva portoghese.

## Storia
Lo Sporting Braga ha come migliore risultato nella sua storia la finale delle Campionato di Portogallo raggiunta nella stagione 2016/2017. Nel 2007 la società ha dato vita a una sinergia con l'Associação Académica da Universidade do Minho, dando vita all'attuale assetto.

## Palmarès
- Campeonato Nacional de Futsal:

Finalista: 2016–17
Semi-finalista: 2013–14, 2014–15, 2015-16
- Taça de Portugal:

Finalista: 2006–07, 2012–13
- Supertaça de Portugal: 8

Finalista: 2006–07, 2012–13

## Rosa 2006/2007
| # |                       | Nome            | Età | Ultimo Club    |
| - | --------------------- | --------------- | --- | -------------- |
|   | Portogallo (bandiera) | Pli (P)         | 29  |                |
|   | Portogallo (bandiera) | Hugo (P)        | 28  | Coimbrões      |
|   | Portogallo (bandiera) | Fabricio        | 28  |                |
|   | Portogallo (bandiera) | Lino            | 30  |                |
|   | Portogallo (bandiera) | Bife            | 28  |                |
|   | Portogallo (bandiera) | Leonel          | 28  |                |
|   | Portogallo (bandiera) | André Machado   | 23  | FJ Antunes     |
|   | Portogallo (bandiera) | Ricardinho      | 24  |                |
|   | Portogallo (bandiera) | Pedrinho        | 27  |                |
|   | Portogallo (bandiera) | Berto           | 23  | Famalicense AC |
|   | Portogallo (bandiera) | Daniel          | 23  |                |
|   | Brasile (bandiera)    | Natanael Junior | 28  |                |
|   | Portogallo (bandiera) | Coroas          | 28  |                |
|   | Portogallo (bandiera) | Edgar           | 28  |                |